# Loki
Loki (také Lopt) je bůh ze severské mytologie. Je to bůh lsti, falše a mnoha jiných špatností. Vyniká také vysokou inteligencí a vypočítavostí. Loki, který byl původem obr, uzavřel s bohem Ódinem pokrevní bratrství a byl přijat mezi Ásy. Při Ragnaröku však stojí proti nim. Jeho dnem je sobota. V severské mytologii je Loki součástí mnoha příběhů, v nichž bohům obvykle pomáhá.

## Původ a rodina
Loki je syn Fárbautiho a jeho ženy Laufey. Má dva bratry, Býleista (Býleipta) a Helblindiho. Se svou ženou, bohyní Sigyn, má dva syny, Narfiho a Váliho.
S obryní Angrbodou zplodil v Jötunheimu tři děsivé stvůry:
- obrovského vlka Fenriho
- mořského hada Jörmunganda
- dcera Hel, vládkyni podsvětí

Když Loki při stavbě Ásgardské zdi chtěl odlákat hřebce Svadilfariho, proměnil se v klisnu a stal se tak „matkou“ Ódinova osminohého koně Sleipnira.

## Mytologie

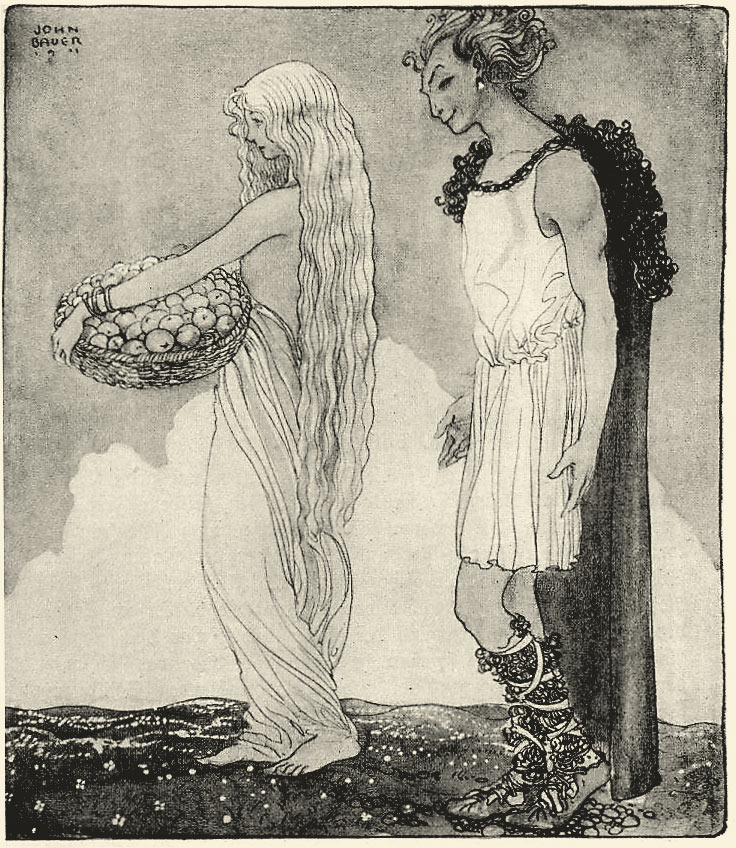
Idunn a Loki (John Bauer).

### Záchrana Idunny
Na výpravě s Ódinem a Hönim padl Loki do spárů orla. Orel ho pustil pod podmínkou, že Loki vyláká bohyni Idunn i s jejími jablky ven z Ásgardu. Když tak Loki učinil, obr Tjazi (v podobě orla) Idunnu unesl. Bohové bez Idunniných kouzelných jablek začali stárnout, proto donutili Lokiho, aby bohyni získal zpět. Loki si půjčil od Freyji sokolí roucho a vydal se k Tjaziho obydlí. Tam Idunn proměnil v ořech a v pařátech ji odnesl zpět do Ásgardu.

### Sifiny vlasy
Poté, co se Loki odvážil ustřihnout bohyni Sif její krásné vlasy, slíbil jejímu rozzuřenému manželovi Thórovi, že pro Sif sežene vlasy mnohem krásnější. Vypravil se k trpaslíkům a ti pro bohyni vyrobili zlaté vlasy. Kromě vlasů vytvořili i Gungnir, Ódinovo kopí, a pro Freye loď Skídbladni.
Loki se vsadil s trpaslíkem Brokkem, že jeho bratr Sindri nedokáže udělat tři srovnatelné předměty. Loki nechtěl ztratit svou hlavu, proměnil se proto v mouchu a obtěžoval Brokka, když dmýchal měchem, zatímco bratr pracoval. Přesto se Sindrimu podařilo stvořit kance Gullinbursta, prsten Draupnir a kladivo Mjöllni. Bohové rozhodli, že nejlepším předmětem je kladivo Mjöllni, přestože mělo kvůli Lokimu kratší topůrko. Loki tedy sázku prohrál, ale když mu Brokk chtěl useknout hlavu, bránil se, že krk mu podle sázky nepatří. Brokk alespoň prošil Lokiho ústa řemínkem Vartari.

### Lokiho posměšná řeč

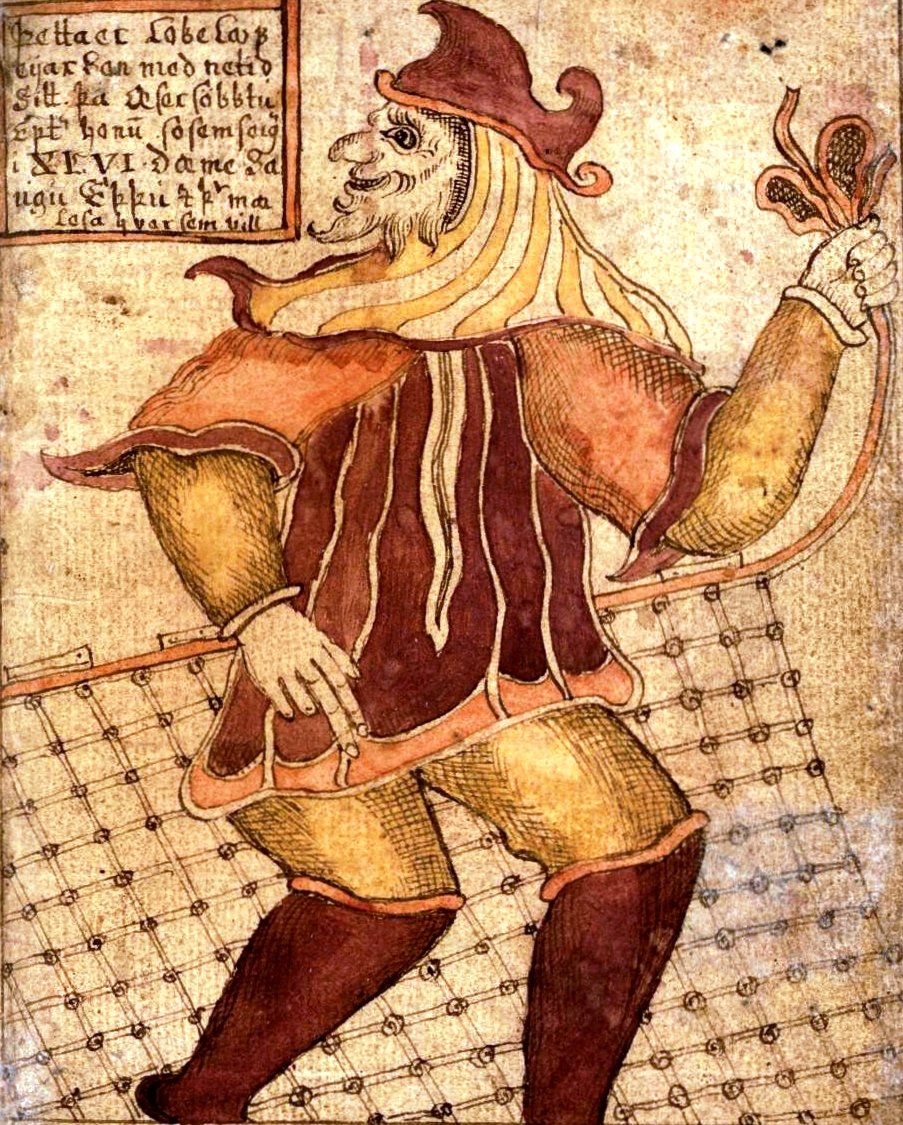
Loki se svým vynálezem – rybářskou sítí. Islandský rukopis z 18. století.

Na hostině mořského boha Aegiho Loki zabil Fimfagena, jednoho z Aegiho služebníků. Bohové ho vyhnali, ale Loki se vrátil a dožadoval se medoviny odvolávaje se na bratrství s Ódinem. Přítomné Ásy začal kritizovat a postupně vytkl bohům jejich neřesti a zločiny. Až když přišel bůh Thór, stáhl se Loki před jeho hrozivým kladivem a odešel.
O tomto incidentu vypráví Lokasenna, jedna z písní ve Starší Eddě.

### Andvariho prsten
Při jedné z dalších poutí s Ódinem a Hönim zabil Loki vydru. Vydra však byl proměněný trpaslík Otr a jeho otec Hreidmar vyžadoval za syna výkupné ve zlatě. Loki se proto vydal k vodopádu, kde žil skřítek Andvari (v podobě štiky). Chytil Andvariho do sítě (první síť ze všech) a výměnou za život chtěl všechno jeho zlato. Andvari na to přistoupil, ale prosil, aby si mohl ponechat kouzelný prsten Andvarinaut. Loki odmítl a Andvari prsten proklel.

### Baldrova smrt

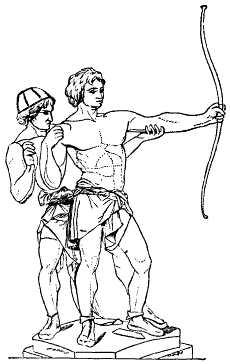
Loki a slepý bůh Höd.

Proradný Loki byl také hlavní příčinou smrti krásného boha Baldra. Baldrova matka, bohyně Frigg, si nechala od všech věcí, rostlin a zvířat přísahat, že Baldrovi neublíží. Loki se však převlékl za ženu a Frigg se mu přiznala, že jedna malá větvička jmelí ji nepřísahala. Loki pak přesvědčil Baldrova slepého bratra Höda, aby se zúčastnil oblíbené zábavy ostatních bohů. Vedl Hödovu ruku a nechal ho větvičkou na bratra vystřelit. Baldr padl mrtev.
Hel později souhlasila, že Baldra propustí z podsvětí, pokud ho budou všechna stvoření oplakávat. Loki se prý přeměnil v obryni Tókk a mrtvého boha oplakat odmítl (není však jisté, zda to skutečně byl Loki).

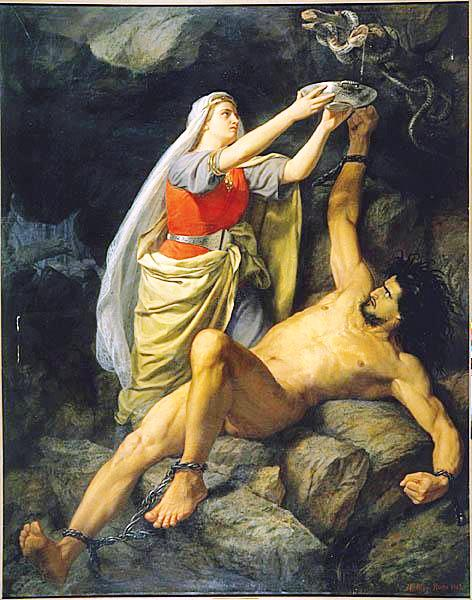
Sigyn chytá do misky kapky jedu (Mårten Eskil Winge, 1890).

### Spoutání Lokiho
Po Baldrově smrti se Ásové rozhodli Lokiho potrestat. Loki se ukryl v horách v domě se čtyřmi dveřmi. Přes den se v podobě lososa skrýval ve Fránangrském vodopádě a v noci přemýšlel jakou léčku na něj asi bohové vymyslí. Z nudy přitom splétal lněnou přízi a mimoděk tak vynalezl rybářskou síť. Když uviděl Ásy přicházet, hodil síť do ohně a utíkal se schovat pod vodopád. Bohové však podle otisku v popelu spletli síť novou a Lokiho nakonec chytili. Odvedli ho do jeskyně a přivedli jeho syny, Váliho a Narfiho. Váliho přeměnili ve vlka, jenž bratra rozsápal. Narfiho střevy Lokiho připoutali ke třem kamenům. Jeden měl pod rameny, druhý pod zády a třetí pod koleny. Na tvář mu kape jed z hada, kterého přinesla obryně Skadi, proto Sigyn vedle něj sedí a zachytává kapky do misky. Občas však musí plnou misku vylít. V době, kdy Lokimu jed kape na tvář, zmítá se bolestí a způsobuje tak zemětřesení. Loki se z pout osvobodí, až nastane Ragnarök.

### Ragnarök
Během Ragnaröku Loki připlouvá na lodi Naglfar (podle Starší Eddy řídí loď Loki, podle Mladší obr Hrym). Bojuje s bohem Heimdallem a navzájem se zabijí.

## Loki v biologické systematice
Lokiarchaeota je taxon nazvaný podle tohoto božstva. Náleží mezi archea do skupiny Asgard, nazvané dle sídla severských bohů, které obsahuje také taxony jako Odinarchaeota, Heimdallarchaeota a další. Dle aktuálních poznatků jsou Lokiarchaeota sesterskou skupinou eukaryot. Předpokládáme, že uvnitř Asgard došlo ke vzniku eukaryotické buňky splynutím s pozdější mitochondrií.

## Loki v Marvel filmech
Loki (Tom Hiddleston) se poprvé objevil ve filmu Thor. Loki je syn Ódinův a Thor (Chris Hemsworth) je jeho bratrem. Loki zjišťuje že je jiného původu, tudíž je adoptovaný. Tím se celý jeho život mění. Od té doby je plný záště a snaží se jakkoli ovládnout své království (Asgard), nebo cokoli jiného co je blízké jeho bratru Thórovi. Ve filmu Thor: Ragnarok se ukáže že Loki není zas až tak špatný a pomůže svému bratrovi zachránit lid na Asgardu. V dalším díle (Avengers: Infinity war) Loki umírá při pokusu zavraždit Thanose. V roce 2021 byl uveden seriál s názvem Loki, a to první sezóna, která obsahovala 6 dílů. V roce 2023 byla uvedena druhá sezóna s dalšími šesti díly. Děj navazuje na události filmu Avengers: Endgame.